# 莱穆西耶尔
莱穆西耶尔（法語：Les Moussières，法語發音：[le musjɛʁ]）是法国汝拉省的一个市镇，位于该省东南部，汝拉山区，属于圣克洛德区。

## 地理
莱穆西耶尔（46°19'33"N, 5°53'24"E）面积16.95 平方千米，位于法国勃艮第-弗朗什-孔泰大區汝拉省，该省份为法国东部内陆省份，北起上索恩省，西北接科多尔省，西临索恩-卢瓦尔省，南至安省，东与杜省和瑞士接壤。
与莱穆西耶尔接壤的市镇（或旧市镇、城区）包括：贝勒孔布、夸斯雷特、夸里耶尔、拉佩斯、维拉尔圣索沃尔、塞蒙塞勒-莱莫吕讷。

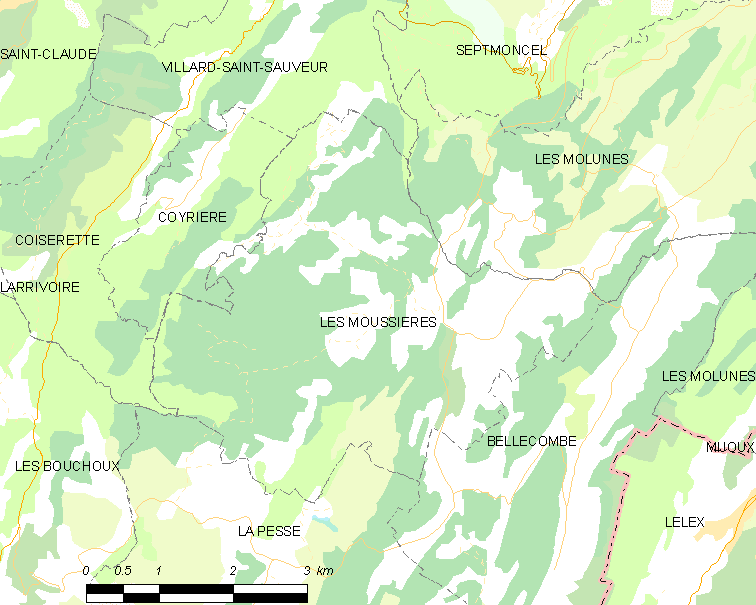
莱穆西耶尔的OSM定位图

莱穆西耶尔的时区为UTC+01:00、UTC+02:00（夏令时）。

## 行政
莱穆西耶尔的邮政编码为39310，INSEE市镇编码为39373。

## 政治
莱穆西耶尔所属的省级选区为科托迪利宗县。

## 人口

1962-2008年间莱穆西耶尔人口变化图示

莱穆西耶尔于2022年1月1日时的人口数量为159人。